# Stary Henryków

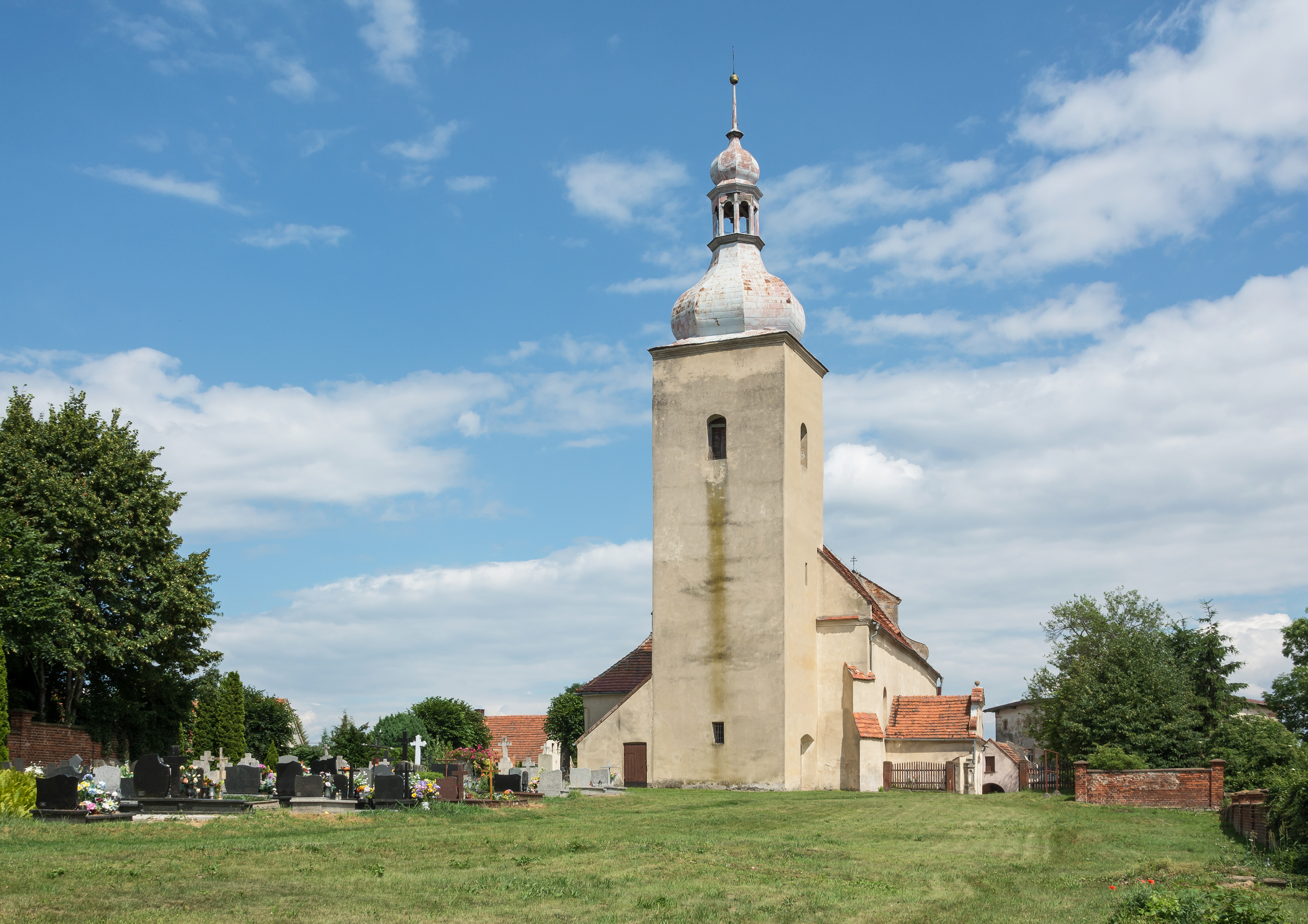
St. Martin in Stary Henrykow

Stary Henryków (deutsch Alt Heinrichau) ist ein Ort in der Landgemeinde Ciepłowody (Tepliwoda) im Powiat Ząbkowicki (Frankenstein) der Woiwodschaft Niederschlesien in Polen.

## Lage
Nachbarorte sind Cienkowice (Zinkwitz) im Westen, Targowica (Tarchwitz) im Nordwesten, Wilamowice (Willwitz) im Norden, Czesławice (Zesselwitz) im Süden, Henryków (Heinrichau) und Brukalice (Taschenberg) im Osten.

## Geschichte
Alt Heinrichau verdankt seine Entstehung dem Zisterzienser Heinrichau, das 1222 Nikolaus, Domherr am Breslauer Dom und Kanzler des Herzogs Heinrich I. stiftete. Das Kloster wurde durch die Rodung des umliegenden Gebiets von deutschrechtlichen Siedlungen zu einem wichtigen Kolonisationszentrum. Alt Heinrichau gehörte ursprünglich zu Heinrichau, das dem Besitzer Domherrn Nikolaus als Landsitz diente.
1234 wurde Alt Heinrichau in einer Urkunde als „Heynricoue“ und 1338 als „Antiquum Heinrichoe“ erwähnt. Es gehörte bis 1290 zum Herzogtum Breslau, nach dessen Teilung 1321 zum Herzogtum Schweidnitz und ab 1321 zum Herzogtum Münsterberg. Mit diesem zusammen gelangte es 1336 an die Krone Böhmen, nachdem der polnische König Kasimir III. der Große bereits 1335 mit dem Vertrag von Trentschin auf Schlesien verzichtet hatte. Die Herrschaftsrechte über Alt Heinrichau wurden vom Kloster ausgeübt. 1380 wurde dem Stift den Besitz der Dörfer Alt Heinrichau und Muschkowitz, mit allen Rechten, Gerechtigkeiten und Freiheiten von Neuem bestätigt.
Nach dem Ersten Schlesischen Krieg fiel Alt Heinrichau mit fast ganz Schlesien an Preußen. 1801 bestand Alt Heinrichau im Fürstentum Münsterberg aus einer katholischen Kirche, einer Schule und einem Pfarrhaus. Nach der Säkularisation gelangte der klösterliche Besitz 1812 an die niederländische Königin Wilhelmine. Mitte des 19. Jahrhunderts war der niederländische König Wilhelm II. Besitzer von Alt Heinrichau. Verwaltungsmäßig gehörte Alt Heinrichau ab 1816 zum Landkreis Münsterberg. Das Patrimonium-Gericht der Herrschaft Heinrichau befand sich in Heinrichau. 1845 zählte das Dorf 76 Häuser, ein Vorwerk, eine Freischoltisei, 504 Einwohner (davon 5 evangelisch und der Rest katholisch), evangelische Kirche zu Tepliwoda, eine katholische Pfarrkirche mit ehemaligen Widum unter königlich preußischen und fürstbischöflichen Patronat, eine katholische Kapelle, eine katholische Schule, eine Lokalie, eine Hilfslokalie, eine Brennerei, 15 Handwerker, zwei Händler und 287 Rinder. Eingeschult waren: Raatz, Tarchwitz, Tarchwitz, Willwitz, Zinkwitz, gastweise Ober Johnsdorf und Tepliwoda. Nach der Auflösung des Landkreises Münsterberg 1932 kam Alt Heinrichau zum Landkreis Frankenstein. Seit 1874 war Alt Heinrichau Teil des Amtsbezirkes Heinrichau. 1925 entstand aus den bisher zum Amtsbezirk Heinrichau gehörenden Landgemeinden Alt Heinrichau, Moschwitz und Zinkwitz und deren Gutsbezirken der neue Amtsbezirk Alt Heinrichau.
Als Folge des Zweiten Weltkriegs fiel Alt Heinrichau mit dem größten Teil Schlesiens 1945 an Polen. Nachfolgend wurde es in Stary Henryków umbenannt. Die deutschen Einwohner wurden, soweit sie nicht schon vorher geflohen waren, vertrieben. Die neu angesiedelten Bewohner waren teilweise Zwangsumgesiedelte aus Ostpolen, das an die Sowjetunion gefallen war.

## Sehenswürdigkeiten
- Die römisch-katholische Filialkirche St. Martin, vormals Pfarrkirche, geht auf eine Gründung des 13. Jahrhunderts zurück, heutiger Bau aus dem 15. bis 18. Jahrhundert. Das Gotteshaus stand bis 1810 unter der Expositur des Stifts Heinrichau. Zur katholischen Parochie waren Mitte des 19. Jahrhunderts gepfarrt: Alt Heinrichau, Moschwitz mit Kapelle, Raatz, Tarchwitz, Willwitz und Zinkwitz, gastweise Ober Johnsdorf und Tepliwoda.

## Söhne des Ortes
- Franz Nitschke (1808–1883), deutscher Theologe